# بيير توماس
بيير توماس (بالإنجليزية: Pierre Thomas)‏ هو لاعب كرة قدم أمريكية أمريكي، ولد في 18 ديسمبر 1984 في لينوود في الولايات المتحدة.

## وصلات خارجية
- بيير توماس على موقع مرجع كرة القدم المحترفة.كوم (الإنجليزية)